# Jean-Marie Pallardy
Jean-Marie Pallardy (* 16. Januar 1940 in Moulins, Département Allier; † 12. Dezember 2024 in Clamart, Département Hauts-de-Seine) war ein französischer Filmschauspieler und Regisseur.

## Leben und Werk
Bereits in den 1960er Jahren arbeitete Pallardy, bald nach seiner Ankunft in der französischen Hauptstadt, als Model. Später orientierte er sich zum Film um. Seinen Debütauftritt hatte er 1970. In den folgenden Jahren drehte er zahlreiche billig produzierte, oftmals selbst geschriebene und produzierte Exploitationfilme, die in Frankreich zu den Nanar – schlecht gemachte Filme, die durch ihre Fehler unterhalten – gezählt werden. Einen Schwerpunkt seiner Tätigkeit bildeten Softcorefilme, für die er häufig als Schauspieler vor und als Regisseur hinter der Kamera tätig war. Mitte der 1980er Jahre orientierte er sich erneut um und versuchte, sich mit seriöseren Produktionen zu positionieren. Hierzu gehörten vor allem klassische B-Movies. Zu seinen Lieblingsschauspielern, mit denen er immer wieder drehte, gehörte auch Gordon Mitchell.
Pallardy starb am 12. Dezember 2024 in Clamart im Alter von 84 Jahren.

## Filmographie (Auswahl)
- 1972: Sex-Side-Story (L'insatisfaite)
- 1972: Töchter der Lust (Journal érotique d'un notaire)
- 1973: Die fröhlichen Holzfäller der nickenden Fichten (Le journal érotique d'un bûcheron)
- 1974: Règlements de femmes à OQ Corral
- 1974: L’arrière-train sifflera trois fois
- 1977: Der Mann aus Chicago (Le ricain)
- 1978: Das Rasthaus zur sex-ten Glückseligkeit (L'amour chez les poids lourds)
- 1979: Liebesrausch (Une femme spéciale)
- 1980: Emmanuelle geht nach Cannes (Emmanuelle à Cannes)
- 1980: Emmanuelle – Im Teufelskreis der Leidenschaft (Le journal érotique d'une Thailandaise)
- 1984: White Fire – Der Todesdiamant (Vivre pour survivre)